# Boeing X-40
Boeing X-40A Space Maneuver Vehicle je bil testna platforma za razvoj vesoljskega plovila X-37 Future-X. Prvi let, spust s helikopterja Black Hawk, so izvedli 11. avgusta 1998. 

## Specifikacije (X-40)
Splošne karakteristike
- Posadka: Brez pilota
- Dolžina: 6,5 m (21 ft)
- Razpon kril: 3,5 m (11 ft)
- Višina: 2,3 m (7,5 ft)
- Teža praznega letala: 2500 lb (1100 kg)
- Uporaben tovor: 1200 lb (540 kg)

 Zmogljivost 
- Maks. hitrost: 480 km/h (300 mph)

Letalska elektronika

Honeywell 12-kanalni Space Integrated GPS/INS (SIGI) sistem